# クラッチ (バンド)
クラッチ（英：Clutch）は、アメリカ合衆国メリーランド州出身のロック・バンド、ブルース・バンド。

## 略歴
1990年、高校卒業と同時に、以前から別々のバンドで活動していたメンバーがクラッチを結成する。この年にEP『Pitchfork』を製作。マサチューセツ州近辺のライブハウスで活動する。
2001年、アトランティック・レコードより、アルバム『Pure Rock Fury』をリリース。
2003年、スピリチュアル・ベガーズのオープニング・バンドとして日本ツアーに参加。
2006年、沖縄とハワイの米軍基地でのコンサート・イベントに参加。同年、モーターヘッドのヨーロッパ・ツアーにて前座を担当。
2010年、結成20周年を迎えた。同年、オフィシャル日本語サイトがオープン。
2011年、モーターヘッドのツアーにて2回目の前座を担当。

## 音楽の分野
- ロックの分野に入るが、ブルース、ブルースロックやハードロックの音楽が使われている。

## メンバー
- ティム・サルト (Tim Sult) - リード・ギター
- ダン・メインズ (Dan Maines) - ベース
- ジャン・ポール・ガスター (Jean-Paul Gaster) - ドラム
- ニール・ファロン (Neil Fallon) - ボーカル、リズムギター、ハーモニカ、キーボード、パーカッション

旧メンバー
- ミック・シャウアー (Mick Schauer) - キーボード (2005年–2008年) ※2019年死去
- ロジャー・スモールズ (Roger Smalls) - ボーカル (1991年)

## ディスコグラフィ

### スタジオ・アルバム
- Transnational Speedway League: Anthems, Anecdotes, and Undeniable Truths (1993年、East West)
- 『クラッチ』 - Clutch (1995年、East West)
- 『エレファント・ライダーズ』 - The Elephant Riders (1998年、Columbia)
- Jam Room (1999年、River Road Records)
- Pure Rock Fury (2001年、Atlantic)
- Blast Tyrant (2004年、DRT)
- Robot Hive/Exodus (2005年、DRT)
- From Beale Street to Oblivion (2007年、DRT)
- Strange Cousins from the West (2009年、Weathermaker)
- Earth Rocker (2013年、Weathermaker)
- Psychic Warfare (2015年、Weathermaker)
- Book of Bad Decisions (2018年、Weathermaker)
- Sunrise on Slaughter Beach (2022年、Weathermaker)

### ライブ・アルバム
- Live at the Googolplex (2002年、River Road)
- Live in Flint, Michigan (2004年、River Road)
- Heard It All Before: Live at the HiFi Bar (2007年、New Found Frequency)
- Live at the Corner Hotel (2008年、New Found Frequency)
- Full Fathom Five: Audio Field Recordings (2007–2008) (2008年、Weathermaker)
- Strange Cousins at the Prince (2010年、liveband.com.au)

### コンピレーション・アルバム
- Slow Hole to China: Rare and Unreleased (2003年、River Road Records)
- Pitchfork & Lost Needles (2005年、Megaforce)
- La Curandera (2015年、Weathermaker)
- Monsters, Machines, and Mythological Beasts (2020年、Weathermaker)

### EP
- Pitchfork (1991年、Inner Journey)
- Passive Restraints (1992年、Earache)
- Impetus (1997年、Earache)
- Pigtown Blues (2012年、Weathermaker)
- Run, John Barleycorn, Run (2014年、Weathermaker)